# Лорейру, Жуан ди
Жуа́н ди Лоре́йру (порт. João de Loureiro; 8 сентября 1717, Лиссабон — 18 октября 1791, там же) — португальский монах-иезуит, миссионер, палеонтолог, медик и ботаник.

## Биография
В 1735 году был направлен в качестве миссионера в Азию, где он провёл 44 года, из которых три года в Гуанчжоу. С 1742 года находился в Южно-Вьетнамских колониях Франции.
Он дал названия многим видам азиатских растений, эти названия применяются в ботанической номенклатуре и в наше время, например, вид растений Бирючина китайская (Ligustrum sinense) связывают с его именем, поскольку он известен как первый европеец, давший его описание.
После своего возвращения в 1782 году он опубликовал работу «Flora cochinchinensis: sistens plantas in regno Cochinchina nascentes» (1790), которая сделала его известным и он был принят в Лиссабонскую академию наук.
Второе издание, в котором материал изложен в соответствии с половой системой классификации Линнея, виды индексированы и даны транскрипции китайских названий, вышло в 1793 году.

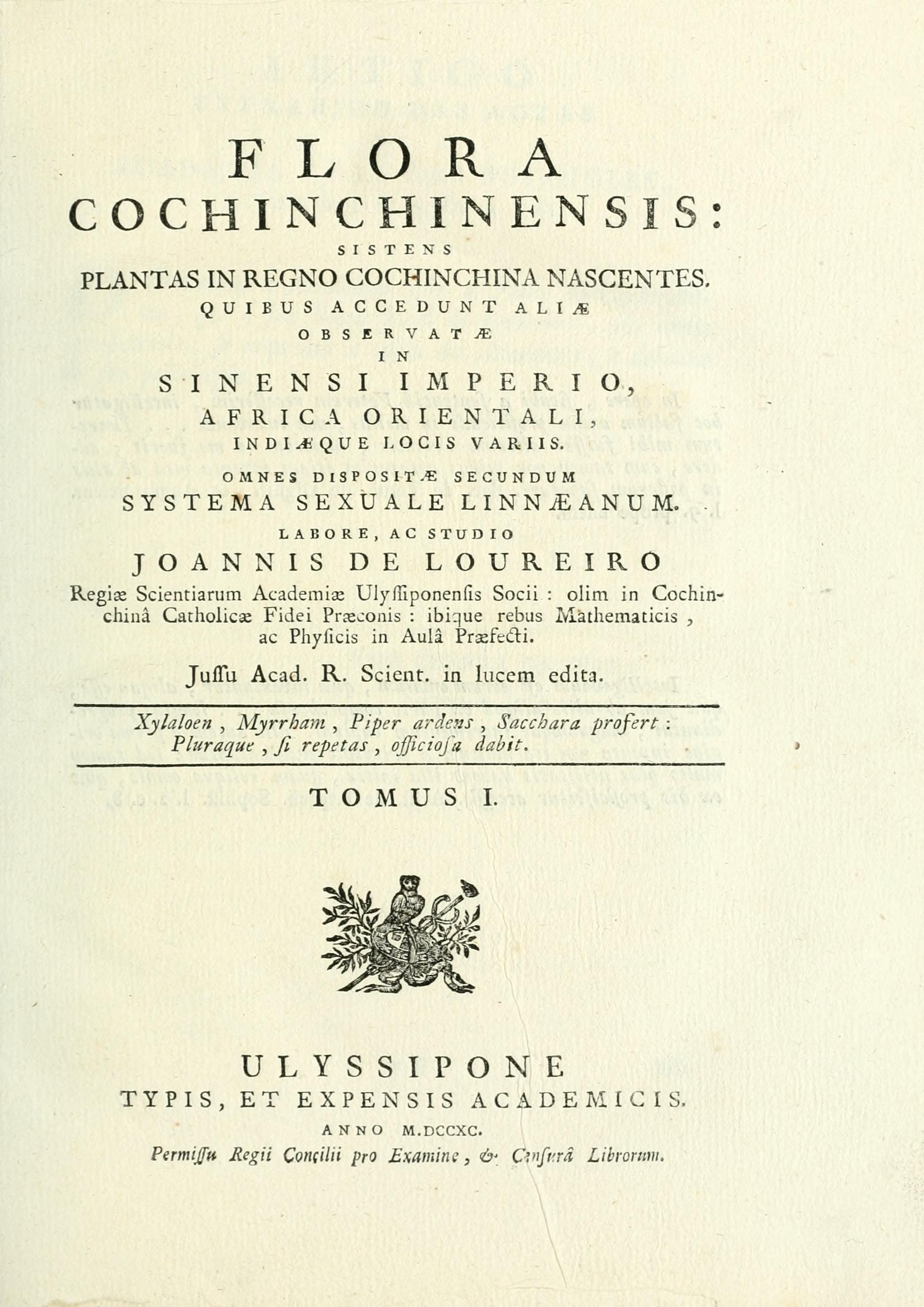
Титульный лист Flora cochinchinensis